# Емил Мартинов
Емил Мартинов (роден на 06 април 1992 г.) е български футболист, който от септември 2021 г. играе като полузащитник за Славия (София).

## Кариера
Мартинов израства в школата на Славия (София). Прави професионален дебют в А група в последния кръг на сезон 2008/09, записвайки пълни 90 минути при равенство 2:2 с Локомотив (София) на 13 юни 2009 г. Не успява обаче да се наложи в първия състав и след преотстъпвания в Доростол (Силистра) и Светкавица (Търговище) напуска белите.
Впоследствие играе за Сливен, Спартак (Варна) и Оборище, както и германските аматьорски клубове Тюрк Пфафенхофен и БК Айхах.
През лятото на 2015 г. Мартинов се завръща в родния си клуб Славия, където се утвърждава като основен футболист. През сезон 2017/18 печели с отбора Купата на България.
От 2019 до 2021 г. е футболист на ПФК Арда (Кърджали). Напуска отбора през сепретмври 2021 г., за да се присъедини към ЦСКА 1948 (София).

## Успехи
Славия (София)
- Купа на България: 2017/18